# Novi Zagreb

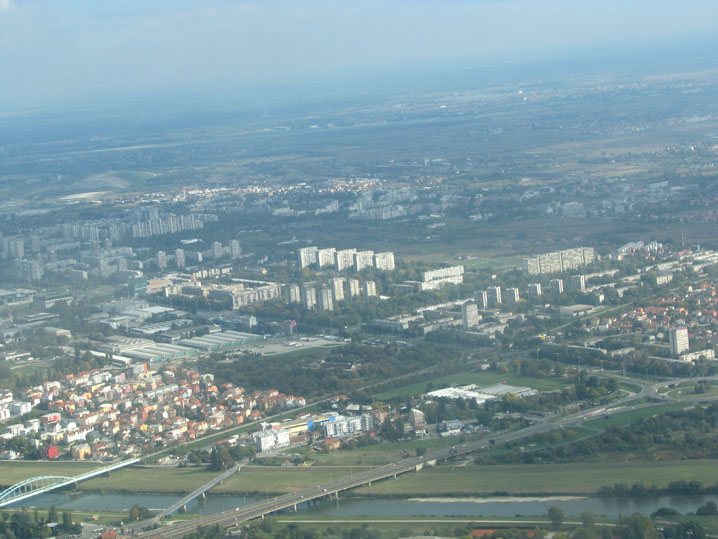
Västra delen av Novi Zagreb sett från luften.

Novi Zagreb (Nya Zagreb) är en del av staden Zagreb i Kroatien. Novi Zagreb uppfördes söder om floden Sava efter andra världskriget och är beläget mellan Zagrebs stadskärna och flygplats. Sedan år 1999 är Novi Zagreb administrativt uppdelat i tre stadsdelar, nämligen Novi Zagreb-istok, Novi Zagreb-zapad och Brezovica.

## Arkitektur, byggnader och anläggningar
I denna del av staden finns många höghus och bostäder uppförda åren 1945–1990 i företrädande socialistisk stil. Novi Zagrebs sovstadsprägel har sedan 1990-talet delvis förändrats, inte minst genom nya offentliga byggnader. Här finns Zagreb Arena, Museet för modern konst, Zagrebmässan, gallerian Avenue Mall och den konstgjorda sjön Bundek.

## Kommunikationer
Novi Zagreb har goda förbindelser med Zagrebs stadskärna genom väl trafikerade buss- och spårvagnslinjer. I söder finns på- och avfarter till motorvägen A3.

### Fotnoter
1. ↑  Novi-zagreb.info Arkiverad 30 april 2012 hämtat från the Wayback Machine. (kroatiska)